# Jagoba Arrasate
Jagoba Arrasate Elustondo (ur. 22 kwietnia 1978 w Berriatui) – hiszpański trener i piłkarz grający na pozycji napastnika. Obecnie pełni funkcję trenera klubu RCD Mallorca.

## Życiorys
Jego kariera zawodnicza nie była bogata w sukcesy. Jako piłkarz grał najwyżej na poziomie Tercera División (podczas pobytu w SD Lemona). Reprezentował ponadto barwy rezerw SD Eibar, SD Beasain, CD Elgoibar, Club Portugalete oraz SD Amorebiety.
Przygodę szkoleniowca rozpoczął w klubie z rodzinnego miasta, Berriatuko FT. Stamtąd szybko przeniósł się do swego byłego zespołu CD Elgoibar, a w 2010 roku został zatrudniony w drugoligowym wówczas Realu Sociedad. Jako trener drużyn juniorskich spisywał się na tyle dobrze, że w 2012 roku, po odejściu z klubu byłego asystenta francuskiego trenera Philippe'a Montaniera, to on zajął jego miejsce. W sezonie 2012/13 klub uplasował się na 4. miejscu w ligowej tabeli, co było najlepszym osiągnięciem klubu od dziesięciu lat (a więc rewelacyjnego sezonu 2002/03, kiedy Raynald Denoueix zdobył z Erreala wicemistrzostwo kraju).
Gdy 21 maja 2013 Montanier ogłosił, że nie przedłuży kontraktu z Sociedad i po zakończeniu sezonu przeniesie się do Stade Rennais, Arrasate stał się głównym kandydatem do przejęcia po nim schedy. 7 czerwca powierzono mu funkcję trenera pierwszej drużyny. 17 sierpnia 2013 po raz pierwszy samodzielnie poprowadził drużynę z Estadio Anoeta w meczu oficjalnym, w 1. kolejce La Liga. Po bramkach Carlosa Veli oraz Harisa Seferovicia Sociedad pokonał wówczas Getafe CF. Niespełna dwa tygodnie później, po dziesięciu latach Arrasate doprowadził Erreala do upragnionej fazy grupowej Ligi Mistrzów - jego podopieczni w decydującym o awansie meczu dwukrotnie pokonali francuski Olympique Lyon. 3 listopada 2014 został zwolniony z tej funkcji.
12 czerwca 2015 r. został trenerem Numancii. W czerwcu 2019 roku zrezygnował z tego stanowiska.
20 czerwca 2018 roku został ogłoszony nowym szkoleniowcem Osasuny Pampeluna.